# Oxford University Association Football Club
Oxford University Association Football Club é um clube inglês de futebol que representa a Universidade de Oxford.

## História
Formado em 1872, o clube foi um gigante na década de 1870, vencendo uma FA Cup por 2-0 contra o Royal Engineers em 1874 e terminando como vice em 1873, 1877 e 1880, o último ano em que competiram.